# 吳志麗
吳志麗（英語：Jeannette Ng），香港科幻作家，现居英国，为小说《搖擺的太陽之下》的作者。吳志麗获颁2019年約翰·W·坎貝爾最佳新作家獎和2020年雨果獎最佳相關作品獎等奖项。

## 生平
吳志麗早年于英国杜伦大学进修文學碩士，之后定居達拉謨当地。2017年，她的第一本小说《搖擺的太陽之下》 (Under the Pendulum Sun) 出版，并获得入选为美国电视频道Syfy网站“2017年十大科幻小说”和英国卫报“2017年最佳科幻小说”之一。
2019年，吳志麗获得了約翰·W·坎貝爾最佳新作家獎，她在获奖时批评約翰·W·坎貝爾是法西斯主義、帝國主義和殖民主義者，之后该奖项更名为驚奇最佳新作家獎 (Astounding Award for Best New Writer) 。吳志麗也在致辭中為反對逃犯條例修訂草案運動参与者感到自豪。她的致辭也获得了2020雨果獎最佳相關作品獎，她在雨果獎致辭中希望讀者「不要冷待香港」。

## 外部来源
1. 1 2  . Angry Robot Books.   [2018-04-03]. （原始内容存档于2020-09-21） （美国英语）.
2. ↑  Krishna, Swapna. . Syfy. 2017-12-18  [2018-04-05]. （原始内容存档于2020-11-09） （英语）.
3. ↑  Roberts, Adam. . 卫报. 2017-11-30  [2018-04-03]. （原始内容存档于2020-11-09） （英语）.
4. ↑  . 明报. 2019-08-31  [2020-08-02]. （原始内容存档于2020-08-14） （中文（香港））.
5. ↑  Northington, Jenn. . Book Riot. 2019-08-28  [2019-09-02]. （原始内容存档于2020-04-14） （英语）.
6. 1 2  . 立場新聞. 2020-08-02  [2020-08-02]. （原始内容存档于2020-10-27） （中文（香港））.